# Kajol
Kajol Devgan, detta Kajol (in hindī काजोल, Kājōla; Bombay, 5 agosto 1974) è un'attrice indiana.
Si tratta di una delle più famose giovani attrici di Bollywood.

Ha fatto il suo debutto al cinema nel 1992 con Bekhudi e in seguito ha recitato in molti film di successo, spesso a fianco di Shah Rukh Khan.

Si è presa un periodo di riposo lavorativo di cinque anni, dal 2001 al 2006, eccetto una breve comparsa in una canzone di Tomorrow May Never Come nel 2003.

Si è sposata con Ajay Devgn il 24 febbraio 1999. Appartiene ad una famiglia che ha il cinema nel sangue, sia dal lato materno che paterno; sua sorella è Tanisha e inoltre è la cugina di Rani Mukherjee.

## Filmografia
- Bekhudi, regia di Rahul Rawail (1992)
- Baazigar, regia di Abbas-Mustan (1993)
- Yeh Dillagi, regia di Naresh Malhotra (1994)
- Udhaar Ki Zindagi, regia di K. V. Raju (1994)
- Karan Arjun, regia di Rakesh Roshan (1995)
- Taaqat, regia di Talat Jani (1995)
- Hulchul, regia di Anees Bazmee (1995)
- Gundaraj, regia di Guddu Dhanoa (1995)
- Dilwale Dulhania Le Jayenge, regia di Aditya Chopra (1995)[1]
- Bambai Ka Babu, regia di Vikram Bhatt (1996)
- Minsaara Kanavu, regia di Rajiv Menon (1997)
- Gupt: The Hidden Truth, regia di Rajiv Rai (1997)
- Hameshaa, regia di Sanjay Gupta (1997)
- Ishq, regia di Indra Kumar (1997)
- Pyaar Kiya To Darna Kya, regia di Sohail Khan (1998)
- Duplicate, regia di Mahesh Bhatt (1998)
- Dushman, regia di Tanuja Chandra (1998)
- Pyaar To Hona Hi Tha, regia di Anees Bazmee (1998)
- Kuch Kuch Hota Hai, regia di Karan Johar (1998)
- Hum Aapke Dil Mein Rehte Hain, regia di Satish Kaushik (1999)
- Hote Hote Pyar Hogaya, regia di Firoz Irani (1999)
- Dil Kya Kare, regia di Prakash Jha (1999)
- Raju Chacha, regia di Anil Devgan (2000)
- Kuch Khatti Kuch Meethi, regia di Rahul Rawail (2001)
- Kabhi Khushi Kabhie Gham..., regia di Karan Johar (2001)
- Tomorrow May Never Come (Kal Ho Na Ho), regia di Nikhil Advani (2003) - (comparsa speciale)
- La paura nel cuore (Fanaa), regia di Kunal Kohli (2006)
- Non dire mai addio (Kabhi Alvida Naa Kehna), regia di Karan Johar (2006) - (comparsa speciale nella canzone Rock 'N' Roll Soniye)
- Om Shanti Om, regia di Farah Khan (2007) - (comparsa speciale)
- U Me Aur Hum, regia di Ajay Devgn (2008)
- Haal-e-Dil, regia di Anil Devgan (2008) - (comparsa speciale)
- Un incontro voluto dal cielo (Rab Ne Bana Di Jodi), regia di Aditya Chopra (2008) - (comparsa speciale)
- Vighnaharta Shree Siddhivinayak, regia di Yashwant Ingawale (2009)
- Il mio nome è Khan (My Name Is Khan), regia di Karan Johar (2010)
- We Are Family, regia di Malhotra P. Siddharth (2010)
- Toonpur Ka Superrhero, regia di Kireet Khurana (2010)
- Student of the Year, regia di Karan Johar (2012) - (comparsa speciale)
- Dilwale, regia di Rohit Shetty (2015)
- Velaiilla Pattadhari 2, regia di Soundarya Rajinikanth Vishagan (2017)
- Helicopter Eela, regia di Pradeep Sarkar (2018)
- Tanhaji: The Unsung Warrior, regia di Om Raut (2020)
- Sasi Lalitha, regia di Kethireddy Jagadhishwara Reddy (2020)
- Tribhanga, regia di Renuka Shahane (2021)
- Salaam Venky, regia di Revathi (2022)